# Mitchell (efternamn)
Mitchell är ett engelskt, skotskt och irländskt efternamn.

## Personer med efternamnet Mitchell eller med varianter av detta namn
- Andrew Mitchell

- Beverley Mitchell, amerikansk skådespelare
- Bill Mitchell

- Cameron Mitchell (1918–1994), amerikansk skådespelare
- Cajsa Mitchell
- Charles B. Mitchel (1815–1864), amerikansk politiker
- Collin Mitchell

- David Mitchell (författare)
- David Mitchell (komiker)
- Daryl Mitchell, amerikansk skådespelare
- Demetri Mitchell
- Dennis Mitchell, amerikansk sprinter
- Donald Grant Mitchell (1822–1908), amerikansk författare

- Edgar Mitchell (1930–2016), amerikansk astronaut
- Elizabeth Mitchell, amerikansk skådespelare
- Elyne Mitchell (1913–2002), australisk författare
- Ethan Mitchell

- Garrett Mitchell
- George Mitchell, officer i Frälsningsarmén
- George J. Mitchell, amerikansk politiker och jurist
- Grant Mitchell (1874–1957), amerikansk skådespelare
- Guy Mitchell (1927–1999), amerikansk popsångare

- Harry Mitchell, amerikansk politiker
- Harry Mitchell (boxare)
- Henry L. Mitchell (1831–1909), amerikansk politiker och jurist
- Herbert Mitchell, kommendör i Frälsningsarmén, chefsrevisor och finanssekreterare vid FA:s internationella högkvarter i London och tonsättare
- Hugh Mitchell, australisk utövare av australisk fotboll
- Hugh Mitchell, engelsk skådespelare
- Hugh Mitchell, amerikansk politiker

- Ian Mitchell, skotsk gitarrist

- Jason Mitchell
- Joan Mitchell, amerikansk konstnär
- John Mitchell (ishockeyspelare)
- John Cameron Mitchell, amerikansk författare, skådespelare och regissör
- John H. Mitchell, amerikansk politiker
- John I. Mitchell, amerikansk politiker
- John L. Mitchell, amerikansk politiker
- John N. Mitchell, amerikansk politiker
- John Purroy Mitchel (1879–1918), amerikansk politiker och militär
- Joni Mitchell, kanadensisk-amerikansk sångerska, låtskrivare, musiker och konstnär
- Juliet Mitchell, brittisk feminist och socialist

- Katie Mitchell
- Kel Mitchell
- Kent Mitchell
- Kevin Mitchell

- Langdon Mitchell
- Liz Mitchell, jamaicansk-tysk sångerska
- Louis Mitchell, amerikansk flygare och filmproducent

- Maia Mitchell, australisk skådespelare
- Manteo Mitchell, amerikansk kortdistanslöpare
- Margaret Mitchell (1900–1949), amerikansk författare
- Maria Mitchell (1818–1889), amerikansk astronom
- Michele Mitchell, amerikansk simhoppare
- Mike Mitchell, amerikansk filmregissör
- Millard Mitchell (1903–1953), amerikansk skådespelare
- Mitch Mitchell (1947–2008), brittisk trummis

- Nathaniel Mitchell (1753–1814), amerikansk politiker
- Nellie Melba
- Nicole Mitchell, jamaicansk kortdistanslöpare
- Nicole Mitchell (musiker)

- Peter Mitchell, brittisk biokemist
- Peter Mitchell-Thomson, brittisk adelsman och racerförare

- Radha Mitchell, australisk skådespelare
- Red Mitchell, amerikansk jazzmusiker, kontrabasist och sångare
- Reginald Joseph Mitchell, brittisk flygingenjör
- Rick Mitchell (1955–2021), australisk kortdistanslöpare

- Sam Mitchell, amerikansk basketspelare och -tränare
- Samuel Alfred Mitchell (1874–1960), kanadensisk-amerikansk astronom
- Shay Mitchell, kanadensisk skådespelare
- Sidney Mitchell, amerikansk sångtextförfattare
- Stephen Mix Mitchell, amerikansk jurist, rättsvetenskapsman och statsman

- Thomas Mitchell, flera personer
  - Thomas Mitchell (skådespelare)
  - Thomas Mitchell (upptäcktsresande)
  - Thomas Mitchell Campbell, amerikansk politiker
- Torrey Mitchell, kanadensisk ishockeyspelare

- William A. Mitchell (1911–2004), amerikansk livsmedelskemist
- William D. Mitchell (1874–1955), amerikansk politiker
- Willie Mitchell, flera personer
  - Willie Mitchell (ishockeyspelare)
  - Willie Mitchell (musiker)

- Yvonne Mitchell (1915–1979), brittisk skådespelare

- Zack Mitchell, kanadensisk ishockeyspelare